# Adi Shamir
Pour les articles homonymes, voir Shamir.
Adi Shamir (en hébreu עדי שמיר), né le 6 juillet 1952 à Tel Aviv, est un mathématicien et un cryptologue israélien reconnu comme l'un des experts les plus éminents en cryptanalyse. Il est professeur au département de mathématiques appliquées de l'Institut Weizmann depuis 1984 où il occupe la chaire Borman de science informatique. En 1978, il a créé avec Ronald Rivest et Leonard Adleman, l'algorithme RSA, première mise en œuvre du concept de cryptographie asymétrique dont les fondements furent posés par Whitfield Diffie et Martin Hellman en 1976.

## Biographie
Adi Shamir est né en 1952 à Tel Aviv. Shamir reçoit un BS en mathématiques à l'université de Tel Aviv en 1973 suivi d'un MSc et d'un doctorat en informatique à l'Institut Weizmann (1975-1977). Sa thèse est intitulée « Points fixes dans les programmes récursifs » . Après une année à l'université de Warwick, il travaille au Massachusetts Institute of Technology de 1977 à 1980 avant de retourner à l'Institut Weizmann.

## Travaux
Il est principalement connu pour être le « S » de RSA, le 1er système de chiffrement à clef publique, datant de 1978. La technologie RSA sera notamment utilisée par la société NDS (plus tard renommée Synamedia) pour la télévision par satellite,.
Mais, c'est loin d'être sa seule contribution au domaine de la cryptographie : il est à l'origine de la cryptanalyse du système de Ralph Merkle et de Martin Hellman, fondé sur le problème du sac à dos, un problème NP-complet. On lui doit également la technique de la cryptanalyse différentielle, fruit d'une collaboration avec Eli Biham et présentée à la conférence Crypto de 1990 (cette technique s'applique à des chiffrements symétriques).

Avec Amos Fiat, il est l'auteur du protocole d'authentification sans apport de connaissance (Zero-knowledge) portant leurs noms. Shamir a également travaillé sur la théorie de la complexité. Plus récemment, il a décrit des attaques par canaux auxiliaires utilisant les sons émis par les processeurs pour déterminer les opérations effectuées lors du chiffrement.
De plus, il est considéré comme co-inventeur du secret réparti, une méthode de distribution d'un secret au sein d'un groupe. Le protocole de partage de clé secrète de Shamir porte d'ailleurs son nom. Ce protocole est basé sur la transmission d'une clé secrète par le biais de points construits sur un polynôme.
Il est aussi l'un des pionniers de la cryptographie visuelle avec Moni Naor.